# Kitahiroshima, Hokkaidō
Kitahiroshima (japanska: 北広島市 ?, Kitahiroshima-shi) är en stad i Hokkaidō prefektur i Japan. Staden fick stadsrättigheter 1996.
1884 migrerade 103 personer från Hiroshima prefektur i södra Japan till denna plats. De grundade en by som fick heta Hiroshima efter deras hembygd. 1996 när kommunen fick stadsrättigheter bytte man namn till Kitahiroshima, vilket betyder Norra Hiroshima.

## Sport
Hokkaido Nippon-Ham Fighters spelar i Pacific League i Nippon Professional Baseball(NPB).